# Villastar
Villastar es un municipio y localidad española de la provincia de Teruel, en la comunidad autónoma de Aragón. El término municipal, ubicado en la comarca de la Comunidad de Teruel, tiene una población de 551 habitantes (INE 2024).

## Geografía
Integrado en la comarca de Comunidad de Teruel, se sitúa a 9 km de la capital provincial. El término municipal está atravesado por la carretera N-330 entre los pK 292 y 295, compartiendo trayecto con la N-420. Tiene una extensión de 39,05 km².
El relieve del municipio está caracterizado por la presencia del río Guadalaviar, que forma un pequeño valle rodeado de montañas pertenecientes a la sierra de Peñarredo al oeste y a la sierra de Camarena al este. Los puntos más elevados del territorio son Loma Gorda (1214 m) y Muela de Villastar (1140 m). La altitud oscila entre los 1214 m (Loma Gorda) y los 840 m a orillas del río Guadalaviar. El pueblo se alza a 867 m sobre el nivel del mar.
| Noroeste: Teruel | Norte: Teruel | Noreste: Teruel      |
| Oeste: Rubiales  |               | Este: Teruel y Cubla |
| Suroeste: Villel | Sur: Villel   | Sureste: Cubla       |

## Historia
La población cuenta en sus inmediaciones con un santuario de época celtibérica llamado Peñalba de Villastar, que podría estar dedicada al dios Lug, aunque no está muy claro por parte de las investigaciones que se han hecho sobre esta montaña sagrada, que fuera a este dios solamente. Lo que sí está documentado a través de las inscripciones que realizaron en el farallón de la montaña, es que era un lugar de peregrinación de los pueblos de la contornada. El acceso a la Montaña Escrita de Peñalba, así llamada por primera vez por Juan Cabré, puede ser por un camino que parte de las afueras del pueblo, accediendo a la montaña por su lado este, o por el camino que se encuentra justo antes del estrecho de Villel, en la margen derecha de la carretera. Lo dos accesos se puede hacer caminando o con vehículo. La montaña ha sufrido a lo largo de la historia un gran expolio. Juan Cabré, entre 1908 y 1909 arrancó de las paredes una gran cantidad de inscripciones que posteriormente vendió al Museo Arqueológico  de Barcelona, sin ser su propietario legítimo. Otras se perdieron o fueron arrancadas. Hoy en día, entre las inscripciones todavía visibles en el paño de la montaña, abundan símbolos celtas, paleocristianos, marciales, etc. Recientemente se ha creado la A. C. "El Santuario Celtíbero de la Montaña Escrita de Peñalba de Villastar", con la finalidad de proteger y difundir este patrimonio único en España.

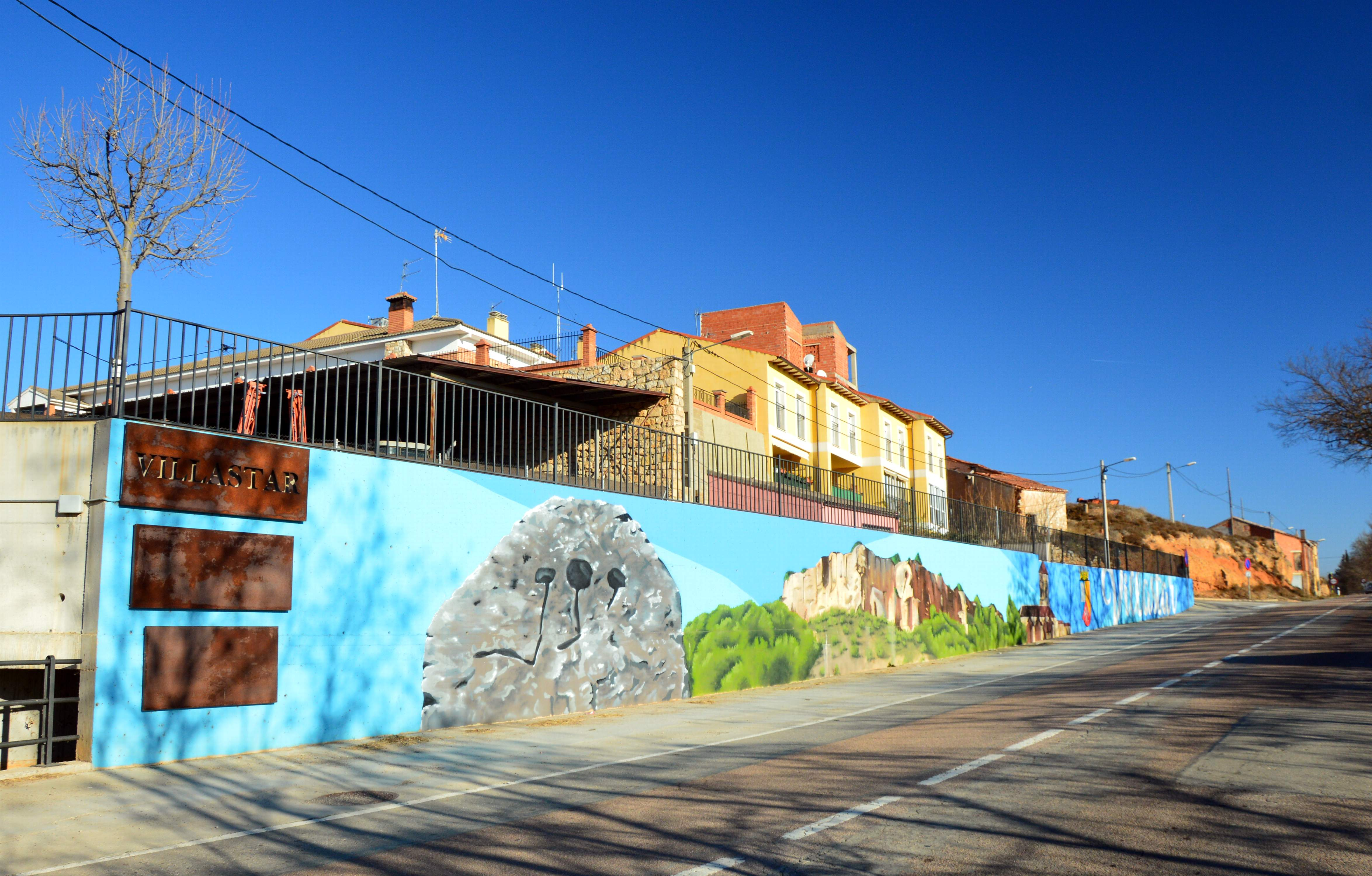
Pintura mural junto a la carretera N-330, en la entrada norte de la localidad

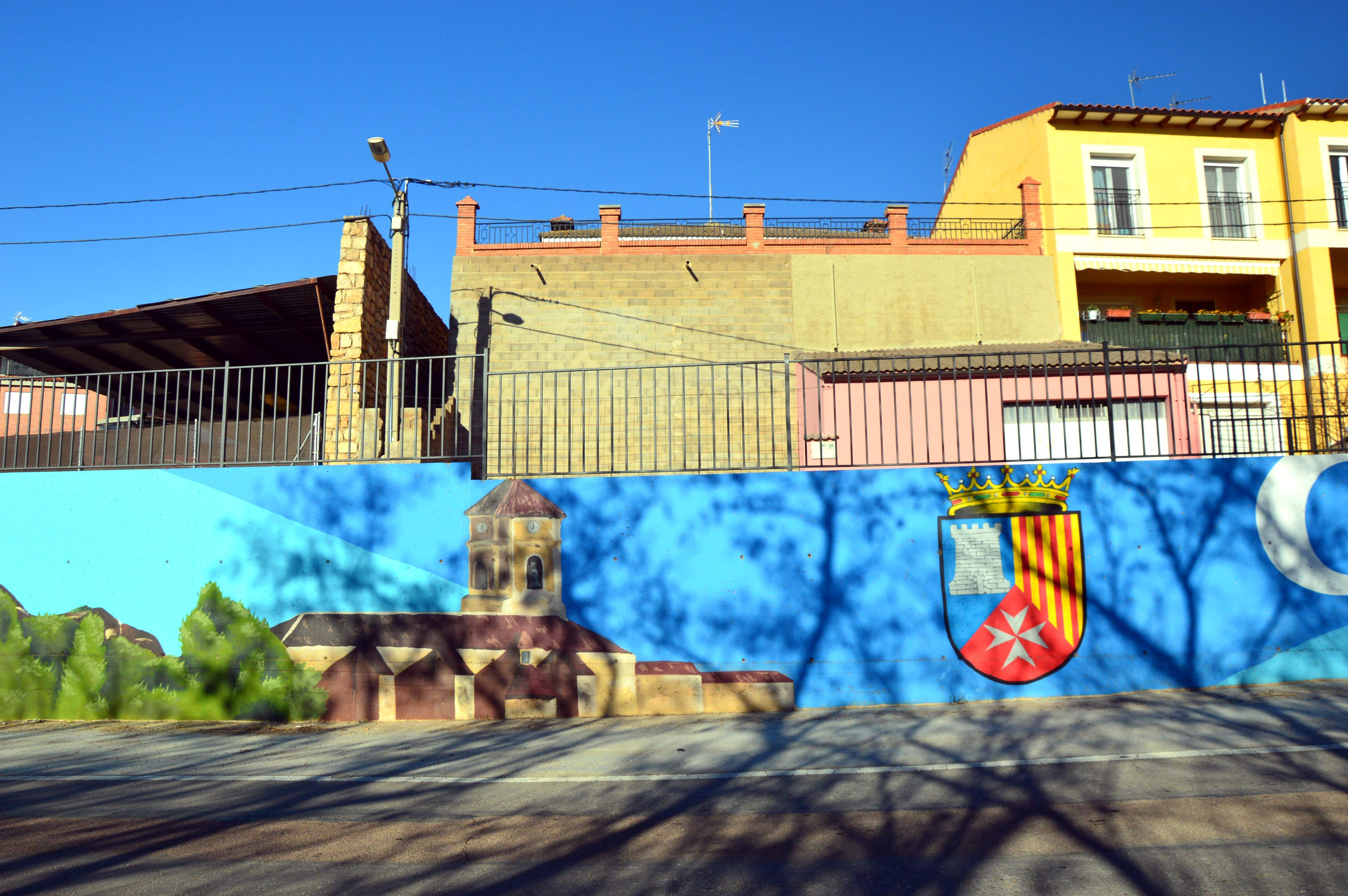
Pintura mural con detalle de la iglesia parroquial y el escudo municipal

A mediados del siglo XIX, la villa tenía contabilizada una población de 500 habitantes. Aparece descrita en el decimosexto volumen del Diccionario geográfico-estadístico-histórico de España y sus posesiones de Ultramar de Pascual Madoz de la siguiente manera:

VILLASTAR: v. con ayunt. en la prov., dióc. y part. jud. de Teruel (1 leg.), aud. terr. de Zaragoza y c. g. de Aragón. sit. en tres cerritos divididos por igual número de barrancos, encima de la crecida acequia llamada de Guadalaviar, á la márg. der. del r. Turia; el clima es benigno y se padecen intermitentes. Tiene 122 casas de regular construccion formando cuerpo de pobl.; una escuela de instruccion primaria de niños y una enseñanza de niñas; igl. parr. (Sta. Engracia) servida por un cura de primer ascenso y de provision ordinaria; un cementerio ventilado; confina el térm. por el N. con el de Concud; E. Villaspesa; S. Cascante, y O. Campillo y Rubiales; pasa al E. del pueblo el Turia con cuyas aguas se riegan algunas tierras. El terreno en su mayor parte es de secano y de mediana calidad, teniendo varios trozos de regadio. Los caminos son locales. El correo se recibe de Teruel dos veces en la semana. prod. cereales, cáñamo, nueces, hortalizas y frutas; hay ganado lanar y caza de conejos, perdices y liebres. pobl.: 125 vec., 500 alm. riqueza imp.: 49,939 rs.
(Madoz, 1850, p. 287)

## Demografía
Villastar cuenta con una población de 551 habitantes (INE 2024).
| Gráfica de evolución demográfica de Villastar entre 1842 y 2021                                                     |
| |
| Población de derecho según los censos de población del INE Población de hecho según los censos de población del INE |

## Administración y política
| Período   | Alcalde                    | Partido |  |
| --------- | -------------------------- | ------- |  |
| 1979-1983 | Manuel Yagüe Navarrete     | UCD     |  |
| 1983-1987 | José Marqués               | PSOE    |  |
| 1987-1991 | J. Marqués- Manuela Pérez  | PSOE    |  |
| 1991-1995 | M. Jesús Simón Martín      | PP      |  |
| 1995-1999 | Juan Sánchez               | PP      |  |
| 1999-2003 | Ángel Guijarro             | PSOE    |  |
| 2003-2007 | Luis Ibáñez Calomarde      | PAR     |  |
| 2007-2011 | Luis Ibáñez Calomarde      | PAR     |  |
| 2011-2015 | María Luisa Romero Fuertes | CHA     |  |
| 2015-2019 | Justo Cortés García        | CHA     |  |
| 2019-2022 | Justo Cortés García        | CHA     |  |
| 2022-     | Luis Antonio Martín Romero | CHA     |  |

| Partido político    | Partido político                                   | 2003   | 2007   | 2011   | 2015   |
| Partido político    | Partido político                                   | Ediles | Ediles | Ediles | Ediles |
|                     | Chunta Aragonesista (CHA)                          | —      | 2      | 2      | 3      |
|                     | Partido Popular de Aragón (PP)                     | 2      | —      | 2      | 2      |
|                     | Partido de los Socialistas de Aragón (PSOE-Aragón) | 3      | 2      | 2      | 2      |
|                     | Partido Aragonés (PAR)                             | 2      | 3      | 1      | —      |
| Total de concejales | Total de concejales                                | 7      | 7      | 7      | 7      |